# Orense (provins)
Orense (galicisk: Ourense) er en provins i det nordvestlige Spanien som ligger i den sydøstlige del af den autonome region Galicien. Orense grænser til provinserne Pontevedra i vest, Lugo i nord, León og Zamora i øst og til Portugal i syd. Arealet er på 7.273 km². Orense er den eneste provins i Galicien som ikke har kystlinje.
Orense er omgivet af bjerge på alle sider. Disse bjerge har historisk set været med til at isolere provinsen fra de mere befolkede områder langs Galiciens kyst. Indtil en motorvej som bandt Orense sammen med Vigo i vest og Benavente i øst blev bygget for nylig, var den eneste måde folk kunne komme til og fra provinsen  med tog. 
Det vigtigste flodsystem er Miño-Sil og rundt det er der  frugtbare dale hvor der dyrkes majs og vindruer. Floderne er ikke fremkommelige, men de er blevet  brugt til vandkraft. Floden Sil løber gennem en dyb kløft og er blevet  et kendt turistmål.
Limia er en vigtig flod som begynder nord for Xinzo da Limia og løber mod syd mod Portugal. Tâmegafloden, en vigtig portugisisk flod, har sit udspring nord for Verín. 
Det bjergrige terren med den følgende isolati onen har gjort at provinsens økonomi er  ustabil og har medført  udvandring til andre dele af Spanien og til den nye verden. Der er  vinproduktion langs Miñodalen og nær Verín. Der er også griseopdræt og kartoffeldyrkning, specielt i områderne ved Xinzo da Limia, i det afvandede søområde Antela, som indtil 1960'erne var den største sø i Spanien.
Af industrivirksomhed er der kemiske fabrikker, mælkeproduktion, vandtapning nær Verín og klædefabrikker nær hovedstaden Orense. Et af de største firmaer  med forædling af fjerkrækød ligger også  i industriområderne omkring byen.
Selv om provinsen ikke er et af de større turistområder, bidrager turisme til provinsens økonomi.
Provinsens hovedstad, Orense, er den eneste by i provinsen, og befolkningen ellers er hovedsagelig landlig. 
Ud af provinsens 336.099 (2008) indbyggere bor tre tiendedeler i hovedstaden Orense. Der er Ud 92 kommuner i Orense. Ud over Orense er de vigtigste Verín, Ribadavia, Allariz, A Rua, Carballiño, Viana do Bolo og Xinzo de Limia